# Perdita socia
Perdita socia är en biart som beskrevs av Timberlake 1968. Perdita socia ingår i släktet Perdita och familjen grävbin. Inga underarter finns listade i Catalogue of Life.